# Hall des sources

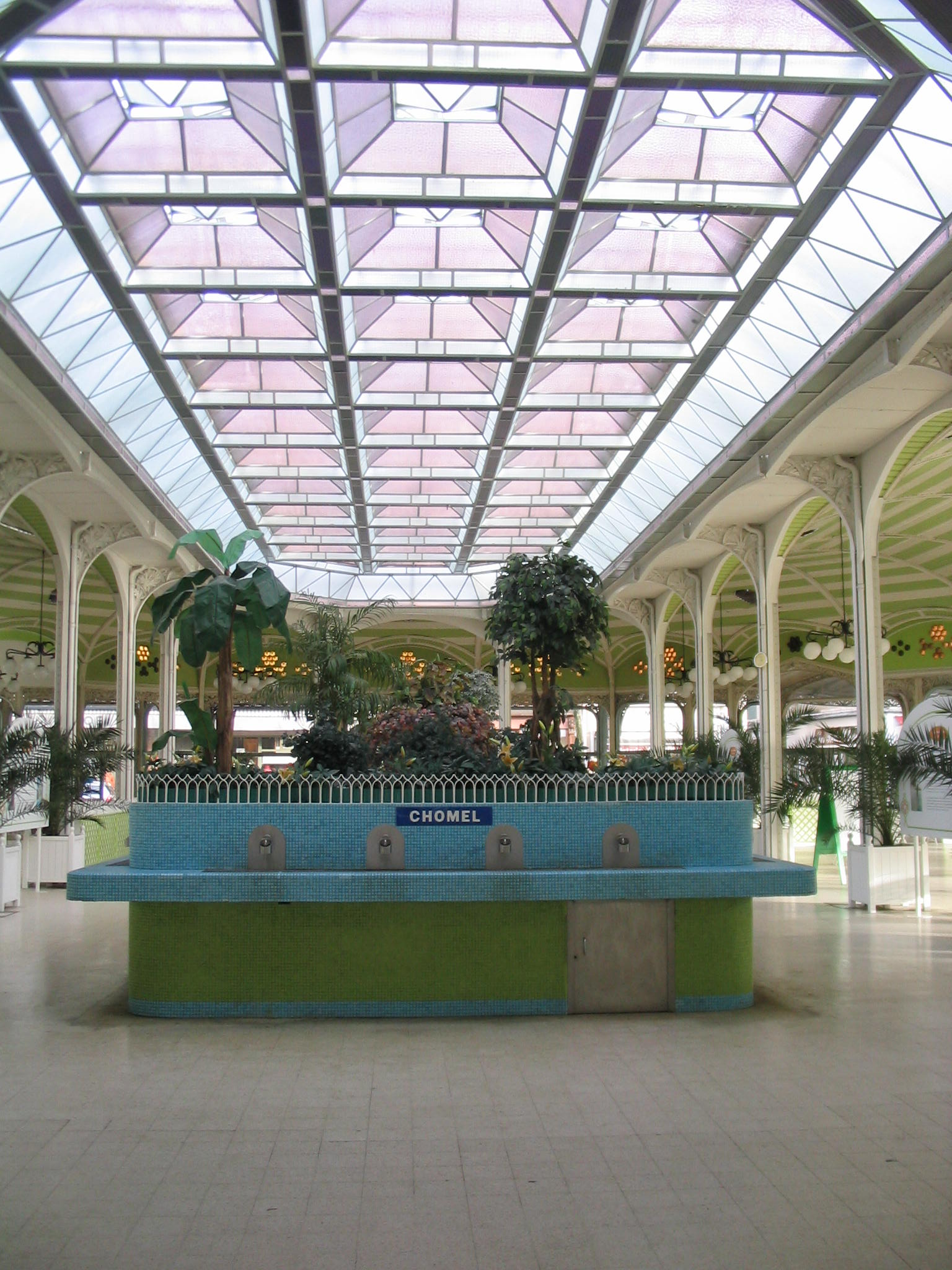

De Hall des sources ("bronnenhal") is een paviljoen in metaal en glas in de Franse stad Vichy, waar kuurgasten bronwater kunnen nuttigen. Het gebouw werd ontworpen door architect Charles Lecœur terwijl de metalen sierelementen van de hand van Emile Robert zijn. Het gebouw werd opgetrokken in 1903.

## Geschiedenis
Het gebouw werd opgetrokken op de plaats waar vier bronnen ontspringen (Chomel, Grande Grille, Lucas, Mesdames). In de 17e eeuw werd hier het Logis du Roy gebouwd, het eerste kuurgebouw in Vichy. Madame de Sévigné was hier een gast. Aan het begin van de 19e eeuw werd dit gebouw vervangen door een groter. In 1903 werd dit afgebroken en vervangen door de Hall des sources, een gebouw geïnspireerd op de "Trinkhalle" in Duitse kuuroorden. In 1928 kreeg het paviljoen een groot glazen dakvenster in art deco-stijl. Aanvankelijk werd het bronwater aan de gasten geschonken door serveuses, maar sinds 1971 wordt het water van vijf bronnen (ook dat van de bron Célestins) vrij ter beschikking gesteld door middel van waterkranen. 